# ナッシング・バット・トラブル
『ナッシング・バット・トラブル』（原題：Nothin' But Trouble）は、ジョン・サイクス率いるハードロック・バンド、ブルー・マーダーが1993年に発表した2作目のスタジオ・アルバム。

## 背景
中心人物のサイクスと、前作『ブルー・マーダー』（1989年）でサポート・キーボーディストとして参加したニック・グリーン以外は新メンバーだが、収録曲の大半には、元メンバーのトニー・フランクリンとカーマイン・アピス（クレジットではアディショナル・ミュージシャンズ扱い）が参加している。なお、フランクリンとアピスの脱退後、ケリー・キーリングが専任ボーカリストとして加入するが、最終的にはサイクス自身がほとんどの曲を歌い、キーリングは本作のリリース前に脱退して、後にジョン・ノーラムのバンドに加入した。

## 反響・評価
アメリカでは、収録曲「ウィ・オール・フォール・ダウン」が『ビルボード』のメインストリーム・ロック・チャートで35位を記録したが、本作は各種チャート入りを逃す結果となった。一方、日本のオリコンチャートでは6週トップ100入りし、最高6位を記録するヒットとなった。
『CDジャーナル』のミニ・レビューでは「メロディアスでR&Bのグルーヴも持った英ハード・ロックの王道路線サウンドは不変だ」と評されている。

## 収録曲
特記なき楽曲はジョン・サイクス作。
1. ウィ・オール・フォール・ダウン - "We All Fall Down" - 4:46
2. イチクー・パーク（英語版） - "Itchycoo Park" (Steve Marriott, Ronnie Lane) - 3:49
3. クライ・フォー・ラヴ - "Cry for Love" - 6:57
4. ランナウェイ - "Runaway" - 5:58
5. ダンス - "Dance" - 4:08
6. アイム・オン・ファイア - "I'm on Fire" - 4:46
7. セイヴ・マイ・ラヴ - "Save My Love" - 4:50
8. ラヴ・チャイルド - "Love Child" - 5:29
9. シュドゥント・ハヴ・レット・ユー・ゴー - "Shouldn't Have Let You Go" - 4:10
10. アイ・ニード・アン・エンジェル - "I Need an Angel" - 7:03
11. シー・ノウズ - "She Knows" - 3:41

### 日本盤ボーナス・トラック
1. バイ・バイ - "Bye Bye" - 4:16

## 参加ミュージシャン
- ジョン・サイクス - ボーカル、ギター
- ケリー・キーリング - ボーカル(on #6)、バックグラウンド・ボーカル
- ニック・グリーン - キーボード
- マルコ・メンドーサ - ベース
- トミー・オスティーン - ドラムス、バックグラウンド・ボーカル

アディショナル・ミュージシャン
- トニー・フランクリン - ベース
- カーマイン・アピス - ドラムス